# Petiknäs kyrka
Petiknäs kyrka är en kyrkobyggnad i Norsjö kommun. Den är församlingskyrka i Norsjö församling, Luleå stift.

## Kyrkobyggnaden
Byggnaden uppfördes 1920 som gravkapell och låg ursprungligen i Bastuträsk. 1955 uppfördes en ny och större kyrkobyggnad i Bastuträsk och kapellet flyttades i sektioner till sin nuvarande plats. Kapellet byggdes till och invigdes 1958.

## Inventarier
- Orgeln med fem stämmor tillkom 1973 och är byggd av Grönlunds Orgelbyggeri.
- I koret står en sexkantig dopfunt som troligen fanns i kyrkan när den stod i Bastuträsk.

### Webbkällor
- Norsjö församling informerar
- Länsstyrelsen Västerbotten[död länk]